# لوح‌های جزیره متروک
لوح‌های جزیره متروک (انگلیسی: Desert Island Discs) یک برنامهٔ رایویی است که از شبکه ۴ رادیو بی‌بی‌سی پخش می‌شود. این برنامه کارش را از ۲۹ ژانویهٔ ۱۹۴۲ آغاز کرد.
هر هفته، یک مهمان - که به او در خلال برنامه «دورافتاده» (یا «کشتی‌شکسته») می‌گویند - به برنامه دعوت می‌شود و از او می‌خواهند که ۸ نوع صدای ضبط‌شده (اغلب و نه همیشه: ۸ موسیقی یا آهنگ)، یک کتاب و یک شی لوکس و تجملی انتخاب کنند که دوست دارند اگر روزی در یک جزیره متروک گیر افتادند، آنها را به همراه داشته باشند. سپس توضیح دهند چرا اینها را انتخاب کردند و کمی دربارهٔ زندگی و دیدگاه‌هایشان حرف بزنند. پایه‌گذار و مجری اولیهٔ این برنامه، روی پلاملی بود و از سال ۲۰۱۸ تا کنون، مجری آن لورن لاورن است.
تا کنون بیش از ۳٬۰۰۰ قسمت از این برنامه تهیه و پخش شده‌است و برخی میهمانان، بیش از یک مرتبه دعوت شده‌اند. در برخی قسمت‌ها نیز بیش از یک مهمان داشته‌است. مثلاً باب مانکهاوس یک‌بار به همراه نویسندهٔ همکارش دنیس گودوین در ۱۲ دسامبر ۱۹۵۵ و یک‌بار به تنهایی در ۲۰ دسامبر ۱۹۹۸ در این برنامه حضور یافت.
در فوریهٔ ۲۰۱۹ میلادی، یک گروه از متخصصان صنعت پخش رسانه‌ای، این برنامه را «برترین برنامهٔ رادیویی تمام دوران» اعلام نمودند.